# Lothar II av Italien
Lothar II av Italien, död 28 november 950, var en italiensk kung.
Lothar var son till Hugo av Italien, blev 931 faderns medregent och vid hans död 948 ensam kung. Han var gift med Adelheid av Burgund som efter Lothars död fortsatte dennes strid mot Berengar av Ivrea och tillkallade Otto I:s hjälp i striden, vilket blev inledningen till bildandet av Tysk-romerska riket.